# جورج إبراهام شنايدر
جورج إبراهام شنايدر (بالألمانية: Georg Abraham Schneider)‏ هو موزع وملحن ألماني، ولد في 19 أبريل 1770 في دارمشتات في ألمانيا، وتوفي في 19 يناير 1839 في برلين في ألمانيا.

## وصلات خارجية
- جورج إبراهام شنايدر على موقع ميوزك برينز (الإنجليزية)